# 시트로넬라

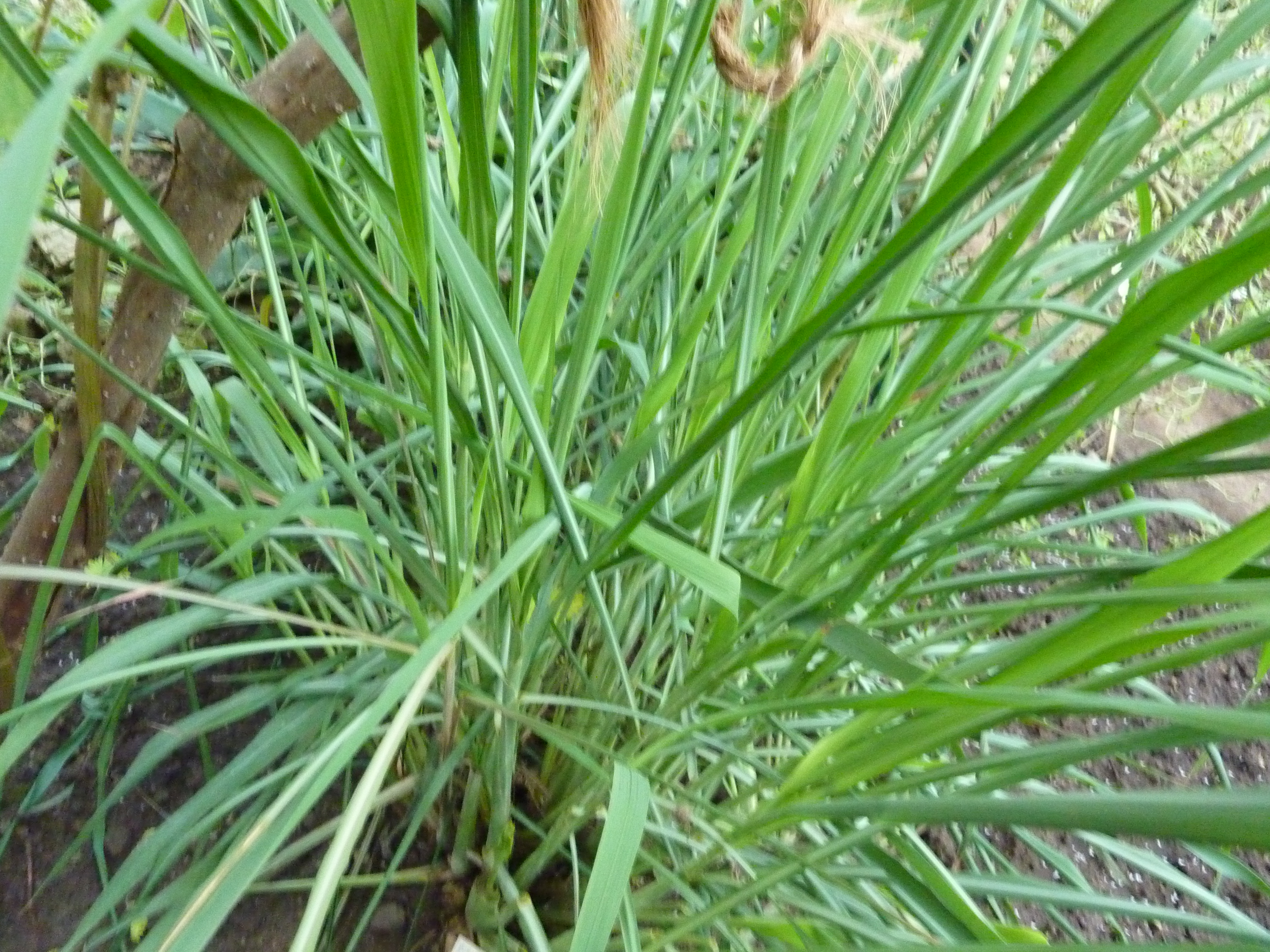

시트로넬라(Cymbopogon nardus, citronella grass)는 열대 아시아가 기원인 벼과에 속하는 여러해살이 식물이다.
- 시트로넬라유로 알려진 방향유의 원료이다.
- 불쾌한 특성으로 인해 먹을 수는 없다.
- 양이 많더라도 가축이 굶어죽을 정도로 목초지를 쓸모없게 만드는 침습성 종이다.

## 민족식물학적 이용
방향유는 지상부에서 추출되며 방충제로서 국부적으로 사용된다.

## 참고 자료
- http://www.fao.org/AG/AGP/AGPC/doc/GBASE/DATA/PF000206.HTM 보관됨 2017-12-03 - 웨이백 머신